# Periode (Musik)
Als Periode bezeichnen Musiktheoretiker aus Vergangenheit und Gegenwart unterschiedlich geartete musikalische Abschnitte aufgrund unterschiedlicher Kriterien. Der Begriff ist also mehrdeutig. Meistverbreitet dürfte heute eine Begriffsauffassung im Sinne dieser Definition sein:

„Verbinden wir zwei viertaktige Sätze von gleichem oder wesentlich gleichem Inhalt derart miteinander, daß der erste der beiden Sätze mit einem Halbschluß, der zweite mit einem Ganzschluß in der Tonart der Tonika schließt, so wird der erste zum Vorder- und der zweite zum Nachsatz, und das Ganze zu einer achttaktigen Periode.“

Nach dieser Definition bilden z. B. die ersten acht Takte des Te Deum in D-Dur von Marc-Antoine Charpentier (bekannt als Eurovisionsmelodie) eine Periode, denn sie erfüllen die Kriterien
- Zweiteiligkeit,
- Achttaktigkeit,
- gleichmäßige Gliederung (8 = 4+4)
- durch einen Halbschluss in der Mitte und einen abschließenden Ganzschluss, sowie
- motivische Entsprechung von Vorder- und Nachsatz.

Wie im Folgenden gezeigt wird, ist aber keins dieser Merkmale in der Geschichte des Begriffs zu jeder Zeit ein wesentliches Kriterium für seine Verwendung gewesen.

## Geschlossener Abschnitt
Der Begriff stammt aus der Rhetorik (siehe Satzperiode) und bezeichnete vor diesem Hintergrund im 17. Jahrhundert zunächst recht allgemein geschlossene musikalische Abschnitte. Über den genaueren Umfang und die Gliederung solcher Abschnitte sagt das Wort in dieser Zeit also nichts aus. Diese Begriffsauffassung findet sich noch um 1800 in den Schriften von Heinrich Christoph Koch, der Periode als „einen Theil eines Tonstücks“ definiert, der „mit einem vollkommenen Ruhepunkte des Geistes“ schließt, „den man eine Cadenz nennet“ (unter „Cadenz“ versteht Koch einen vollkommenen Ganzschluss).

## Symmetrische Zweiteilung, Halb- und Ganzschluss, Achttaktigkeit

Beispiel einer Periode

Die Einschränkung auf Abschnitte, die mit einem Ganzschluss enden, doch außerdem durch einen Halbschluss in zwei gleich lange Teile gegliedert sind, findet sich zuerst in der Melodielehre von Anton Reicha (1814). Die weitere Einschränkung auf ein achttaktiges Modell (das verkürzt oder verlängert werden kann) erfolgte in der einflussreichen Kompositionslehre von Adolph Bernhard Marx (1837), der auch die Begriffe „Vordersatz“ und „Nachsatz“ eingeführt hat. Um die Mitte des 19. Jahrhunderts begegnet die auch heute geläufige Analogie, wonach der Vordersatz einer Periode einer Frage und der entsprechende Nachsatz deren Antwort ähnelt. Dass die Mittelkadenz ein Halbschluss sein müsse, wird in neuerer Literatur relativiert: Auch unvollkommene (bzw. im Vergleich zur Schlusskadenz weniger vollkommene) Ganzschlüsse werden epochenübergreifend an dieser Stelle verwendet. Demnach bilden z. B. auch die ersten acht Takte des Kinderliedes Hänschen klein eine Periode.

## Motivische Entsprechung der Halbsatzanfänge
Dass der Nachsatz als (variierte) Wiederholung des Vordersatzes beginnt, wird seit 1865 in einigen Handbüchern und Lexika eigens hervorgehoben. In manchen anderen Quellen bleibt dieser Aspekt unerwähnt, bzw. wird möglicherweise als selbstverständlich vorausgesetzt.

## Gliederung des Vordersatzes
Arnold Schönberg, dessen Schriften für die heutige musikalische Formenlehre ein wichtiger Bezugspunkt sind, beschreibt den Vordersatz seinerseits als zweigeteilt, da hier nach der Formulierung der ersten „Phrase“, für die es meist zwei Takte brauche, „mehr kontrastierende Motivformen“ folgten. An diesem Punkt (im dritten Takt eines Themas also) entscheide sich, ob sich der Abschnitt zu einer Periode oder zu einem Satz entwickle:

„Die Periode unterscheidet sich vom Satz dadurch, daß sie die Wiederholung hinausschiebt. Ihre erste Phrase wird nicht unmittelbar wiederholt, sondern mit entfernteren (mehr kontrastierenden) Motivformen verbunden, um die erste Hälfte der Periode, den Vordersatz, zu bilden. Nach diesem Kontrast kann die Wiederholung nicht länger hinausgeschoben werden, ohne die Faßlichkeit zu gefährden. Demnach wird die zweite Hälfte, der Nachsatz, als eine Art von Wiederholung des Vordersatzes konstruiert werden.“

In Ergänzung dazu beschreibt William Caplin den Typus der „zusammengesetzten Periode“ (compound period), deren Vorder- und Nachsatz jeweils acht Takte umfassen und als Satz oder als „Zwitter“ (hybrid; u. a. Vordersatz + Fortsetzung) gebaut sind. Als Beispiel für diese letzte Struktur nennt Caplin u. a. T. 1–16 im ersten Satz der Klaviersonate in As-Dur op. 26 von Ludwig van Beethoven.

## Periode als metrisches Modell
Nach Hugo Riemann ist die Periode wesentlich auch durch die „Unterscheidungen verschiedenen Gewichts der Takte“ bestimmt:

„Die Begriffe leichter (erster) und schwerer (antwortender, zweiter) Takt, erste (aufstellende) und zweite (antwortende) Zweitaktgruppe, erster Halbsatz (Vordersatz) und zweiter Halbsatz (Nachsatz) führen zum Verständnis des regulären Schemas der vollständigen achttaktigen Periode.“

Die hieraus resultierende Gewichtsabstufung
- 1. („leichteste“) Stufe: 1., 3., 5., 7. Takt
- 2. Stufe: 2., 6. Takt
- 3. Stufe: 4. Takt
- 4. Stufe: 8. Takt

sei jedoch nicht stets in gleicher Weise gegeben, sondern hinge „vom konkreten Inhalte […], von den thematischen Motiven“ ab.